# Квотування
Квотува́ння (лат. quota — скільки) — встановлення державними органами відповідно до чинного законодавства, міжнародного права та різних міжнародних актів, угод обмежень щодо виробництва товарів, міжрегіональних товарних або фінансових операцій, експортно-імпортних поставок; встановлення певних розмірів (меж) змін вартості валют, цінних паперів на біржах. Застосовується як засіб регулювання обсягів виробництва окремих видів товарів, а також регламентації зовнішньоекономічної діяльності.

## Різновиди квот
Розрізняють квоти:
- експортні або імпортні — граничний обсяг певної категорії товарів, який дозволено експортувати з території країни або імпортувати на її територію протягом встановленого терміну (граничний обсяг визначається у натуральних чи вартісних одиницях);
- спеціальні — граничний обсяг імпорту товарів, що є об'єктом спеціального розслідування або спеціальних заходів;
- компенсаційні — граничний обсяг імпорту товарів, що є об'єктом антисубсидиційного розслідування або компенсаційних заходів;
- антидемпінгові — граничний обсяг імпорту товарів, що є об'єктом антидемпінгового розслідування або антидемпінгових заходів;
- на видобуток корисних копалин — обмеження, які встановлюються з метою запобігання негативним демографічним, соціальним та екологічним наслідкам інтенсивного видобування окремих видів корисних копалин[1].

Квоти (контингенти) поділяються на глобальні та індивідуальні. Глобальні квоти встановлюються щодо товару без зазначення конкретних країн (груп країн), куди товар експортується, або з яких він імпортується. Індивідуальні квоти встановлюються щодо товару з визначенням конкретної країни, куди товар може експортуватись, або з якої він може імпортуватись.

## Квоти на теле- і радіомовленні
Квотування теле- та радіоефіру застосовується в багатьох країнах як інструмент культурної політики. Квоти можуть визначати загальний відсоток медіаконтенту, виробленого в країні, або ж мови ефіру.
Одним із найяскравіших прикладів такого квотування є Закон Тубона, прийнятий у Франції в 1990-х роках з метою захисту позицій французької мови, зокрема в медіапросторі. Станом на 2016 рік у Франції діє квота на 40 % для музичного контенту французькою мовою, з якого не менше половини — нові твори, котрі мають транслюватися у прайм-тайм.
Прикладом ефективності квотування є Німеччина, де станом на 2005 за відсутності квотування частка німецькомовних виконавців зменшилась до 1,2 %, проте завдяки квотуванню підвищилася до 25 %.
В Україні про необхідність квотування в медіапросторі для захисту україномовних митців на державному рівні було оголошено лише у 2016 році, коли дослідження громадських активістів показали, що частка україномовних пісень у радіоефірі скоротилася до 4-5 %. На необхідності такого кроку наголосив міністр культури України В. Кириленко, а група депутатів внесла законопроєкт «Про телебачення і радіомовлення» (щодо частки пісень державною мовою в музичних радіопрограмах і радіопередачах), що передбачає встановлення квоти у 50 % «українських авторів і виконавців», з яких не менше 75 % — державною мовою.